# ヨーロッパジャガー
ヨーロッパジャガー（Panthera gombaszoegensis）は約200-35万年前にヨーロッパに生息したヒョウ属の1種。最初の化石は1938年にスロヴァキアで発掘された。
ほとんどの化石がイタリアのオリーヴォラで発見されていたが、イタリアの他の地域で発見されていたものは最初は”Panthera toscana”と呼ばれていた。その後、イギリス、ドイツ、スペイン、オランダでも発見されている。
ジャガーの亜種（Panthera onca gombaszoegensis）とみなされることもある。

## 特徴
ヨーロッパジャガーは現生の南米のジャガーよりも大きい。体重は70-210kg。性的二形があり、雄の方が大きかった。